# Petersham (Massachusetts)
Petersham es un pueblo ubicado en el condado de Worcester en el estado estadounidense de Massachusetts. En el Censo de 2010 tenía una población de 1.234 habitantes y una densidad poblacional de 6,98 personas por km².

## Geografía
Petersham se encuentra ubicado en las coordenadas 42°27′33″N 72°12′59″O / 42.45917, -72.21639. Según la Oficina del Censo de los Estados Unidos, Petersham tiene una superficie total de 176.82 km², de la cual 140.48 km² corresponden a tierra firme y (20.55%) 36.34 km² es agua.

## Demografía
Según el censo de 2010, había 1.234 personas residiendo en Petersham. La densidad de población era de 6,98 hab./km². De los 1.234 habitantes, Petersham estaba compuesto por el 98.3% blancos, el 0.16% eran afroamericanos, el 0.08% eran amerindios, el 0.41% eran asiáticos, el 0% eran isleños del Pacífico, el 0.24% eran de otras razas y el 0.81% pertenecían a dos o más razas. Del total de la población el 1.05% eran hispanos o latinos de cualquier raza.